# Fecaluria
La  fecaluria es un signo poco habitual que consiste en la presencia de contenido intestinal o heces en la orina. Para que exista fecaluria, el paciente debe presentar una fístula o trayecto anómalo que comunique la vía urinaria con el intestino (fístula enterovesical). Alguna de las enfermedades que pueden originar este tipo de fístulas son: cáncer de vejiga, cáncer de colon, cáncer de recto, diverticulitis y enfermedad de Crohn.

## Tipos de fístula enterovesical
Las fístulas enterovesicales que son la causa de la fecaluria, pueden ser de distintos tipos:
- Colovesicales cuando comunican el colon con la vejiga urinaria, estas son las más habituales y corresponden al 92% del total.
- Rectovesicales cuando comunican el recto con la vejiga urinaria.
- Rectouretrales si comunican el recto con la uretra.
- Ileovesicales si comunican el íleon con la vejiga urinaria.
- Apendicovesicales cuando comunican el apéndice vermiforme con la vejiga urinaria.